# Acisoma panorpoides
Az Acisoma panorpoides a rovarok (Insecta) osztályának a szitakötők (Odonata) rendjébe, ezen belül az egyenlőtlen szárnyú szitakötők (Anisoptera) alrendjébe és a laposhasú acsák (Libellulidae) családjába tartozó faj.
Az Acisoma szitakötőnem típusfaja.

## Előfordulása
Az Acisoma panorpoides a következő országokban lelhető meg: Algéria, Angola, Benin, Botswana, Burkina Faso, Csád, Elefántcsontpart, Egyiptom, Egyenlítői-Guinea, Etiópia, Fülöp-szigetek, Gambia, Ghána, Guinea, Hongkong, India, Indonézia, Japán, Kenya, Kína, Kínai Köztársaság, Libéria, Líbia, Madagaszkár, Malawi, Malajzia, Mozambik, Mianmar, Namíbia, Nepál, Nigéria, Pakisztán, Szenegál, Sierra Leone, Szingapúr, Dél-afrikai Köztársaság, Srí Lanka, Szváziföld, Tanzánia, Thaiföld, Togo, Uganda, Vietnám, Zambia és Zimbabwe.

## Megjelenése
A hím teste fekete, számos világoskék folttal és mintázattal, míg a nőstény fekete alapján, fehér és világossárga foltok láthatók. A hím összetett szeme világoskék, mint a testén lévő minták, míg a nőstényé nagyon halvány barna.

## Életmódja
Számos trópusi és szubtrópusi élőhelyen képes megélni; többek között alföldi esőerdőkben, szárazabb szavannán, bozótosokban, folyók mentén, mocsaras területeken és a tavak partján. A nedves területek lecsapolása veszélyeztetheti.

## Fordítás
- Ez a szócikk részben vagy egészben  az   Acisoma panorpoides című angol Wikipédia-szócikk ezen változatának fordításán alapul.  Az eredeti cikk szerkesztőit annak laptörténete sorolja fel. Ez a jelzés csupán a megfogalmazás eredetét és a szerzői jogokat jelzi, nem szolgál a cikkben szereplő információk forrásmegjelöléseként.